# Barbados Railway
| Barbados Railway bei Barcleys Park |                                   |                            |                            |
| A. Aspinall: The Pocket Guide to the West Indies, 1923 |                                   |                            |                            |
| Streckenlänge: | 38,6 km                           |                            |                            |
| Spurweite: | Bis 1898: 1067 mm ab 1898: 762 mm |                            |                            |
| |                                   |                            |                            |
| \| \| 0 km (0,0 mi) \| Bridgetown \| Bridgetown \| \| \| 4,0 km (2½ mi) \| Rouen \| Rouen \| \| \| 8,9 km (5½ mi) \| BHSTulkealey \| BHSTulkealey \| \| \| 11,3 km (7 mi) \| Windsor \| Windsor \| \| \| 14,3 km (8⅞ mi) \| Zweigstrecke nach Crane \| Zweigstrecke nach Crane \| \| \| 14,5 km (9 mi) \| Carrington \| Carrington \| \| \| 16,1 km (10 mi) \| Sunbury \| Sunbury \| \| \| 17,7 km (11 mi) \| Bushy Park \| Bushy Park \| \| \| 20,9 km (13 mi) \| Three Houses \| Three Houses \| \| \| 25,7 km (16 mi) \| Bath \| Bath \| \| \| 32,2 km (20 mi) \| Bathsheba \| Bathsheba \| \| \| 38,6 km (24 mi) \| St. Andrew's (Belleplaine) \| St. Andrew's (Belleplaine) \| |                                   |                            |                            |
| Kopfbahnhof Streckenanfang (Strecke außer Betrieb) | 0 km (0,0 mi)                     | Bridgetown                 | Bridgetown                 |
| Haltepunkt / Haltestelle (Strecke außer Betrieb) | 4,0 km (2½ mi)                    | Rouen                      | Rouen                      |
| Haltepunkt / Haltestelle (Strecke außer Betrieb) | 8,9 km (5½ mi)                    | BHSTulkealey               | BHSTulkealey               |
| Haltepunkt / Haltestelle (Strecke außer Betrieb) | 11,3 km (7 mi)                    | Windsor                    | Windsor                    |
| Abzweig geradeaus und nach rechts (Strecke außer Betrieb) | 14,3 km (8⅞ mi)                   | Zweigstrecke nach Crane    | Zweigstrecke nach Crane    |
| Bahnhof (Strecke außer Betrieb) | 14,5 km (9 mi)                    | Carrington                 | Carrington                 |
| Haltepunkt / Haltestelle (Strecke außer Betrieb) | 16,1 km (10 mi)                   | Sunbury                    | Sunbury                    |
| Bahnhof (Strecke außer Betrieb) | 17,7 km (11 mi)                   | Bushy Park                 | Bushy Park                 |
| Haltepunkt / Haltestelle (Strecke außer Betrieb) | 20,9 km (13 mi)                   | Three Houses               | Three Houses               |
| Haltepunkt / Haltestelle (Strecke außer Betrieb) | 25,7 km (16 mi)                   | Bath                       | Bath                       |
| Haltepunkt / Haltestelle (Strecke außer Betrieb) | 32,2 km (20 mi)                   | Bathsheba                  | Bathsheba                  |
| Kopfbahnhof Streckenende (Strecke außer Betrieb) | 38,6 km (24 mi)                   | St. Andrew's (Belleplaine) | St. Andrew's (Belleplaine) |

Die Barbados Railway war eine 38,6 km lange Schmalspurbahn mit einer Spurweite von anfangs 1067 mm (Kapspur) und später 762 mm (2 Fuß 6 Zoll) auf der Insel Barbados. Sie verkehrte ab 1881/83 und wurde 1937 stillgelegt.

## Geschichte

### Bau

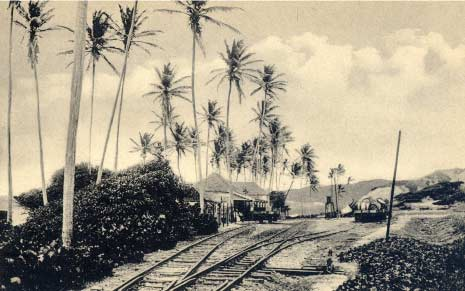
Bahnhof Bath der Barbados Railway

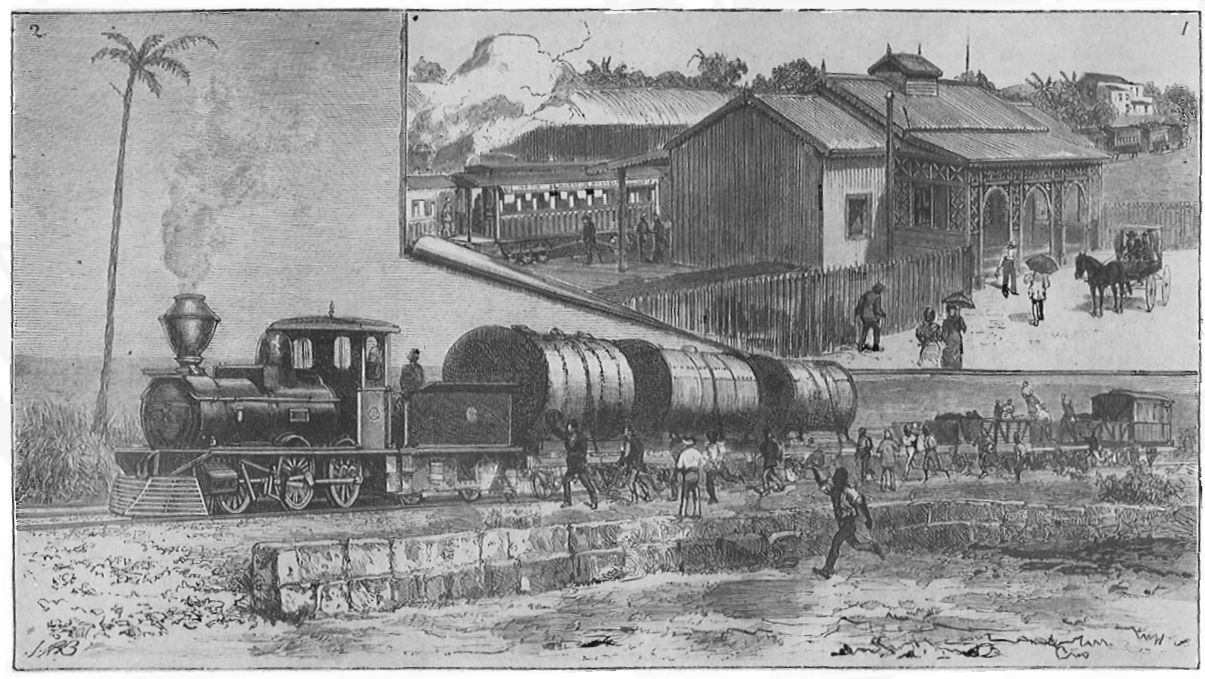
Darstellung der Barbados Railway in The Graphic vom 8. Februar 1882

Am 23. Juni 1877 eröffnete der Gouverneur von Barbados, George Strahan, mit dem ersten Spatenstich die Bauarbeiten für die Bahn. Der erste Streckenabschnitt von Bridgetown nach Carrington wurde am 20. Oktober 1881 in Betrieb genommen. Der erste Zug benötigte etwa 40 Minuten für die einfache Fahrt.
Aufgrund von Entgleisungen wurde der Personenverkehr nach einer Woche bis zum 15. Dezember 1881 wieder eingestellt, da die Betriebssicherheit durch weitere Baumaßnahmen erst hergestellt werden musste. Die Öffentlichkeit wurde informiert, dass es sich zuvor nur um einen Probebetrieb gehandelt habe.
1883 wurde mit einem Festbankett die Strecke offiziell bis Belleplaine in Betrieb genommen. Bei der Eröffnungsfahrt wunderten sich die lokalen Würdenträger zwar etwas, warum „die Bahn so plötzlich zwischen unfruchtbaren Sandhügeln endete“, zeigten sich aber von dem vorbereiteten Festmahl beeindruckt.

### Infrastruktur
Die Eisenbahn hatte insgesamt 98 Brücken und zahlreiche Kurven. Hinter dem Haltepunkt Three Houses gab es am Consetts Cutting ein Gefälle von 30 ‰ von der Schichtstufe hinunter auf Meereshöhe. Die gefahrene Geschwindigkeit war gering.

### Erste Betriebsjahre

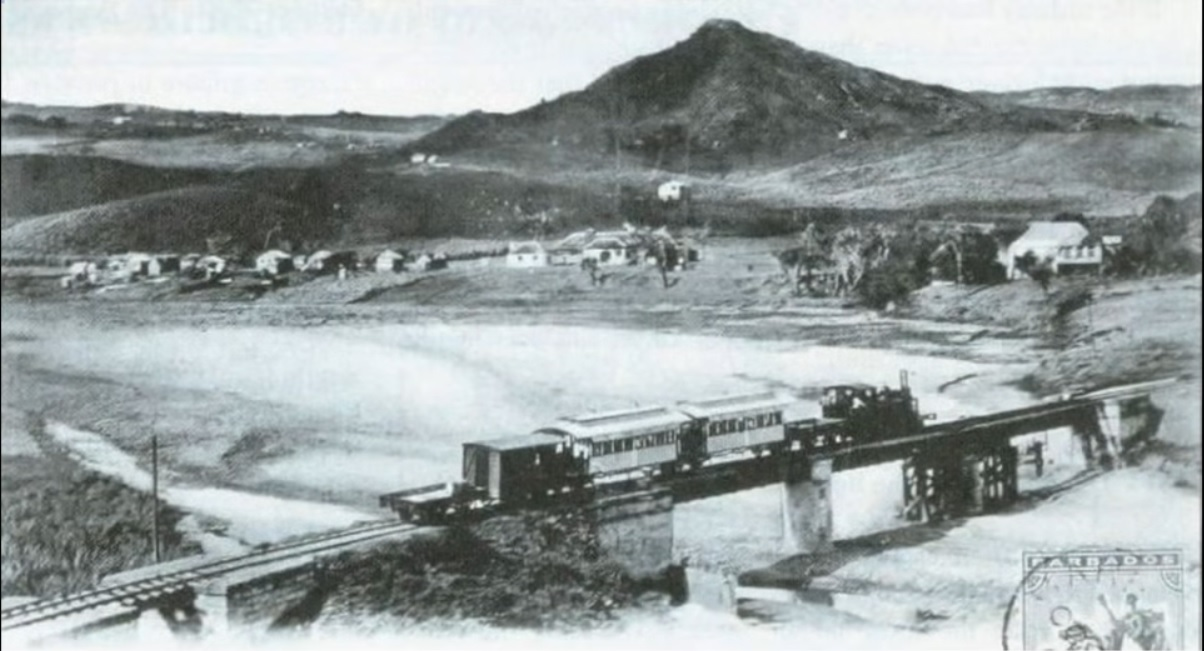
Brücke über den Long Pond, St. Andrew, vor der Umspurung von 1898

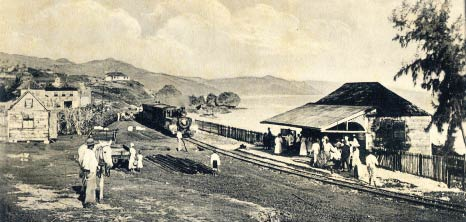
Bahnhof Bathsheba, St. Joseph

Anfangs wurde die Bahnstrecke aufgrund des hohen Transportaufkommens an Zucker sowie sonstigem Güter- und Personenverkehr erfolgreich betrieben. Die Eigentümer versäumten aber, in den Erhalt der Eisenbahninfrastruktur zu investieren, so dass die Strecke bereits in den 1890er Jahren durch Korrosion, Regen, Überschwemmungen und Verschleiß in hohem Maß reparaturbedürftig war.
Bei schweren Stürmen im Dezember 1896 wurden lange Streckenabschnitte an der Küste durch die Sturmflut zerstört und mussten komplett neu errichtet werden. Dabei wurde die Strecke innerhalb von zwei Jahren bis 1898 durch Everard Calthrop auf eine Spurweite von 762 mm (2 Fuß 6 Zoll) umgespurt. Neue Lokomotiven von Baldwin wurden aus den USA beschafft. Der Betreiber wurde aber zahlungsunfähig und der Staat war nicht bereit, die Bahn zu subventionieren. Die Bahn wurde daher 1904 vorübergehend stillgelegt, während die Insolvenzverwalter einen Käufer suchten.

### Barbados Light Railway Company
1905 wurde eine neue Eisenbahngesellschaft mit dem Namen „The Barbados Light Railway Company Limited“ gegründet, die den Betrieb übernahm. Sie entschloss sich, das Angebot zu erweitern, indem sie eine Zweigstrecke nach Crane errichtete. Das Crane’s Hotel warb mit Personenzügen ab Bushy Park, die in der Nähe des Hotels hielten. Bereits 1906 geriet die Bahn erneut in finanzielle Schwierigkeiten, da es kaum Personenverkehr gab und der Güterverkehr nicht in ausreichendem Maß profitabel war. 1914 wurden die staatlichen Subventionen gestrichen und die Eisenbahngesellschaft zahlungsunfähig.

### Staatsbahn
Die Regierung von Barbados verstaatlichte den Eisenbahnbetrieb 1916. Nach einer Überholung des Systems nahm diese Staatsbahn zuerst den Güterverkehr wieder auf und betrieb ab 1917 auch wieder Personenzüge. Über die Jahre kam es aber zu weiterem Verfall. Zwar wurde ein neuer Zug beschafft und die vorhandenen generalüberholt. Aber die Infrastruktur war baufällig und es kam dadurch zu Entgleisungen. Die Gebäude der Bahn in Bridgetown waren ebenfalls dringend renovierungsbedürftig.
In den frühen 1930er Jahren gab der schlechte Zustand der Anlagen erneut Anlass zur Sorge. Die Lokomotivschuppen und Wagenremisen waren bereits irreparabel verfallen. Der schlechte Zustand von Gleisen und Weichen gefährdete die Betriebssicherheit. Die Lokomotiven hätten komplett zerlegt und generalüberholt werden müssen. Die Personenwagen wiesen abgefahrene Räder auf, die Bremsen arbeiteten nur noch unzuverlässig. Alle Wagen hätten einen neuen Anstrich benötigt. Vernachlässigter Anstrich prägte das Erscheinungsbild des gesamten Systems. Das Verkehrsaufkommen ließ immer weiter nach.
Der Personenverkehr wurde 1934 aus Sicherheitsgründen eingestellt und es gab nur noch eingeschränkten Güterverkehr, bis die Bahn am 12. Oktober 1937 stillgelegt wurde. Die Eisenbahnschienen wurden 1938 abgebaut und verschrottet oder als Telefonmasten zweitverwendet.

## Fahrzeuge

### Lokomotiven

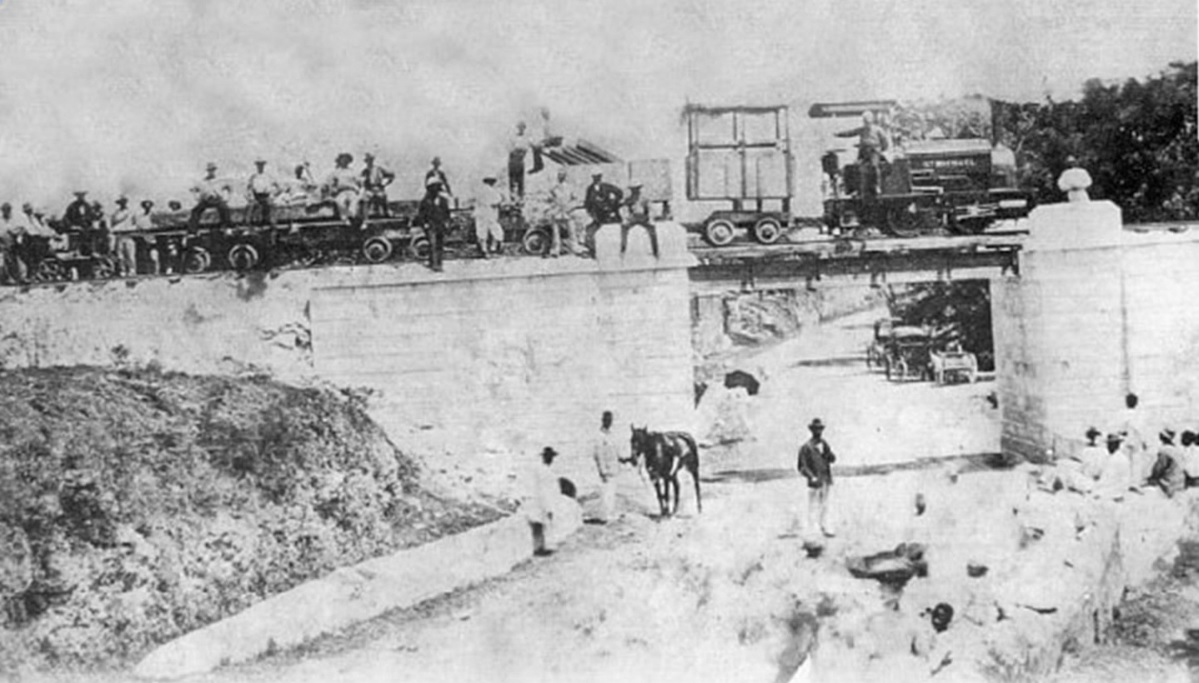
0-4-0 Dampflok St. Michael von Black Hawthorn

Es gab anfangs fünf Dampflokomotiven:
- Eine Tenderlokomotive der Achsfolge B, St. Michael von Black, Hawthorn & Co, Nr. 575,[3] die ursprünglich der Baufirma gehörte
- Zwei Tenderlokomotiven der Achsfolge 1C1 von der Vulcan Foundry, Nr. 951 und 952,[3] mit einem Radstand von 5,68 m (18 Fuß 8 Zoll) und einem Dienstgewicht von 27,3 t (27 tons 6 cwts)[2]
- Zwei kleinere Tenderlokomotiven der Achsfolge 1B von der Avonside Engine Company, Nr. 1286 und 1287.[3]

Zwei neue schwere Dampflokomotiven der Achsfolge C wurden 1891 von W. G. Bagnall in Stafford beschafft. Ihr Gewicht war auf einen Radstand von nur 2,7 m (9 ft) verteilt, was zu erheblichen Schäden an den Gleisen führte. Die Lokomotiven wurden 1898 vermutlich nach Guyana verkauft.

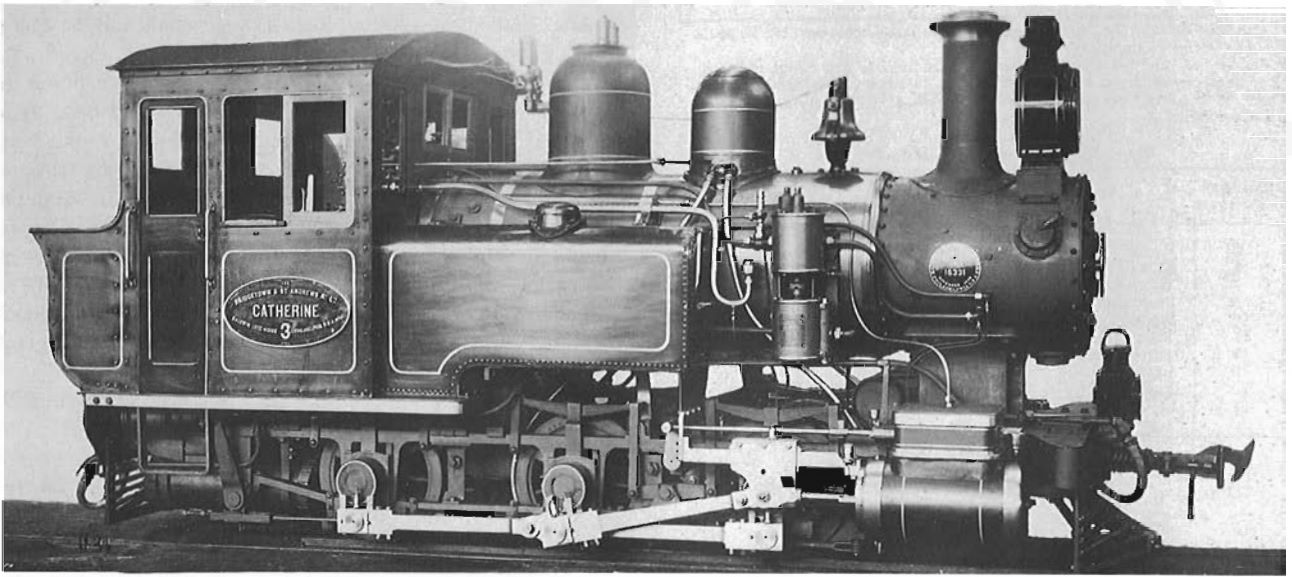
Baldwin-Lokomotive der Spurweite 762 mm

Nach der Umspurung auf 762 mm (2 Fuß 6 Zoll) Spurweite wurden eine Reihe Tenderlokomotiven beschafft: zwei 1D1, eine 1C und eine C der Baldwin Locomotive Works. Diese hatten die Namen Alice, Beatrice, Catherine und Dorothy. Sie wurden 1920 von Kohle- auf Ölfeuerung umgebaut.

### Wagen
Es gab anfangs sechs gemischte Wagen der 1. und 2. Klasse, fünf der 3. Klasse, zehn offene und sechs gedeckte Güterwagen sowie 20 Kesselwagen für Melasse. Als Personenwagen kamen Großraumwagen im amerikanischen Stil zum Einsatz.

## Vorschriften

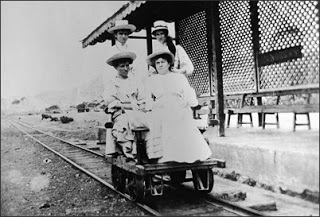
Draisine der Barbados Railway

Die Vorschriften der Eisenbahngesellschaft forderten die Zugführer und Lokomotivführer dazu auf, ihre
- „Züge gut unter Kontrolle zu halten“ und
- „jede Anstrengung zu unternehmen, die nötig ist, ein führerloses Fahrzeug, das sich auf einer Bergfahrt von einem Zug losgelöst hat, anzuhalten, bevor der Schwung zu groß geworden ist.“

- Falls die „Lokomotive versagt, ist der Zug so schnell wie möglich anzuhalten“, und
- „falls ein Fahrzeug entgleist, müssen hinten die Bremsen sofort angelegt werden.“

- Die Schaffner sollten „Personen, die an Geisteskrankheiten leiden, nicht mit den anderen Fahrgästen, sondern in einem separaten Abteil“ unterbringen und
- „behutsame Maßnahmen einleiten, um die Belästigung durch betrunkene oder sich ungebührlich benehmende Fahrgäste zu vermeiden.“[2]